# Kaňkite
La kaňkite è un minerale.